# Thao (langue)
Cet article concerne langue thao. Pour le peuple thao, voir Thao.
Le thao (autonyme caw) est une langue austronésienne parlée à Taïwan, au Sud du lac du Soleil et de la Lune. C'est une des langues de la branche des langues formosanes de la famille des langues austronésiennes.
La langue est quasiment éteinte.

## Phonologie
Les tableaux des phonèmes montrent les voyelles et les consonnes du thao.

### Voyelles
|         | Antérieure | Centrale | Postérieure |
| ------- | ---------- | -------- | ----------- |
| Fermée  | i [i]      |          | u [u]       |
| Ouverte |            | a [a]    |             |

### Consonnes
|              |              | Bilabiales | Dentales | Alvéolaires | Alvéolaires | Dorsales | Dorsales | Uvulaires | Glottales |
| ------------ | ------------ | ---------- | -------- | ----------- | ----------- | -------- | -------- | --------- | --------- |
| Centrales    | Latérales    | Bilabiales | Dentales | Palatales   | Vélaires    |          |          | Uvulaires | Glottales |
| Occlusives   | Sourde       | p [p]      |          | t [t]       |             |          | k [k]    | q [q]     | ʔ [ʔ]     |
| Occlusives   | Sonore       | b [ʔb]     |          | d [ʔd]      |             |          |          |           |           |
| Fricative    | Sourde       | f [f]      | c [θ]    | s [s]       |             | sh [ʃ]   |          |           | h [h]     |
| Fricative    | Sonore       |            | z [ð]    |             |             |          |          |           |           |
| Nasale       | Nasale       | m [m]      |          | n [n]       |             |          | ŋ [ŋ]    |           |           |
| Liquide      | Liquide      |            |          | r [r]       | l [l]       |          |          |           |           |
| Semi-voyelle | Semi-voyelle | w [w]      |          |             |             | y [j]    |          |           |           |

## Sources
- (en) Blust, Robert, Some Remarks on the Linguistic Position of Thao, Oceanic Linguistics, 35:2, pp.272-294, 1996.
- (en) Chang, Laura, Thao Reduplication, Oceanic Linguistics, 37:2, pp. 277-297, 1998.
- (zh) Chén Kāng, Taiwan Gaoshanzu Yuyan(台灣高山族語言), Zhongguo Minzu Xuéyuàn Chubanshe, 1992.